# Мон-Бертран
Мон-Бертра́н (фр. Mont-Bertrand) — коммуна во Франции, находится в регионе Нижняя Нормандия. Департамент коммуны — Кальвадос. Входит в состав кантона Ле-Бени-Бокаж. Округ коммуны — Вир.
Код INSEE коммуны — 14441.

## Население
Население коммуны на 2010 год составляло 243 человека.
| 1962 | 1968 | 1975 | 1982 | 1990 | 1999 | 2010 |
| ---- | ---- | ---- | ---- | ---- | ---- | ---- |
| 249  | 209  | 192  | 141  | 175  | 204  | 243  |

## Экономика
В 2010 году среди 151 человека трудоспособного возраста (15—64 лет) 116 были экономически активными, 35 — неактивными (показатель активности — 76,8 %, в 1999 году было 66,9 %). Из 116 активных жителей работали 103 человека (62 мужчины и 41 женщина), безработных было 13 (5 мужчин и 8 женщин). Среди 35 неактивных 9 человек были учениками или студентами, 17 — пенсионерами, 9 были неактивными по другим причинам.